# Stadion am Bruchweg
Stadion am Bruchweg är en multifunktionell arena i Mainz, Rheinland-Pfalz, Tyskland. Den används för närvarande mestadels till fotbollsmatcher. Arenan har en publikkapacitet på 20 300 åskådare och byggdes 1929. Fram till 2011 var den hemmaarena för Mainz 05 innan de bytte till Coface Arena. Nu spelar Mainz 05s andralag på arenan. 

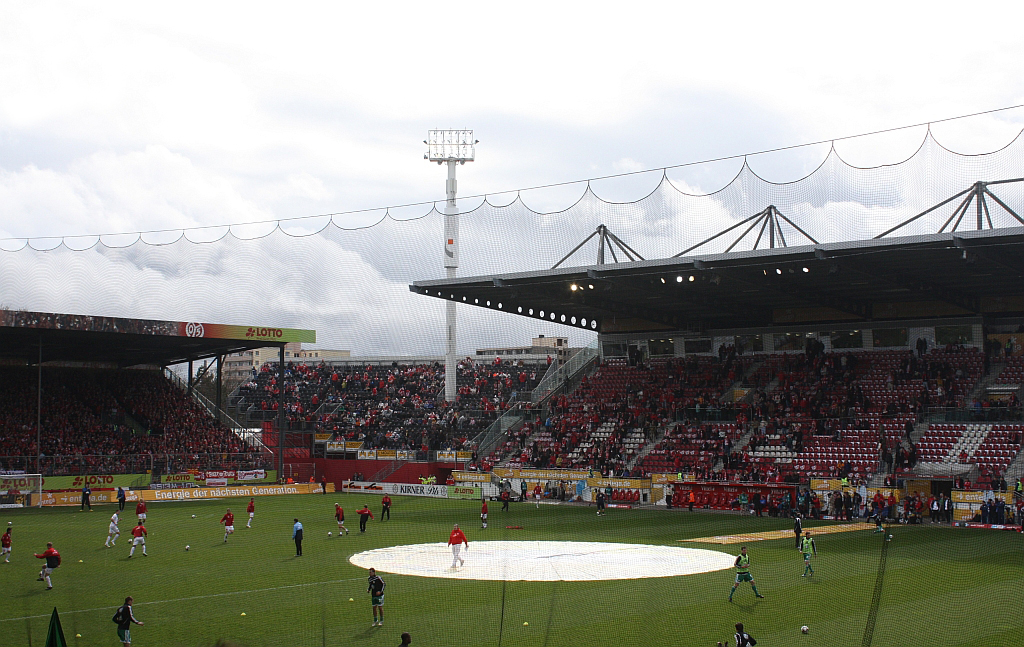
Spelarna värmer upp inför en match mellan Mainz och Wolfsburg.
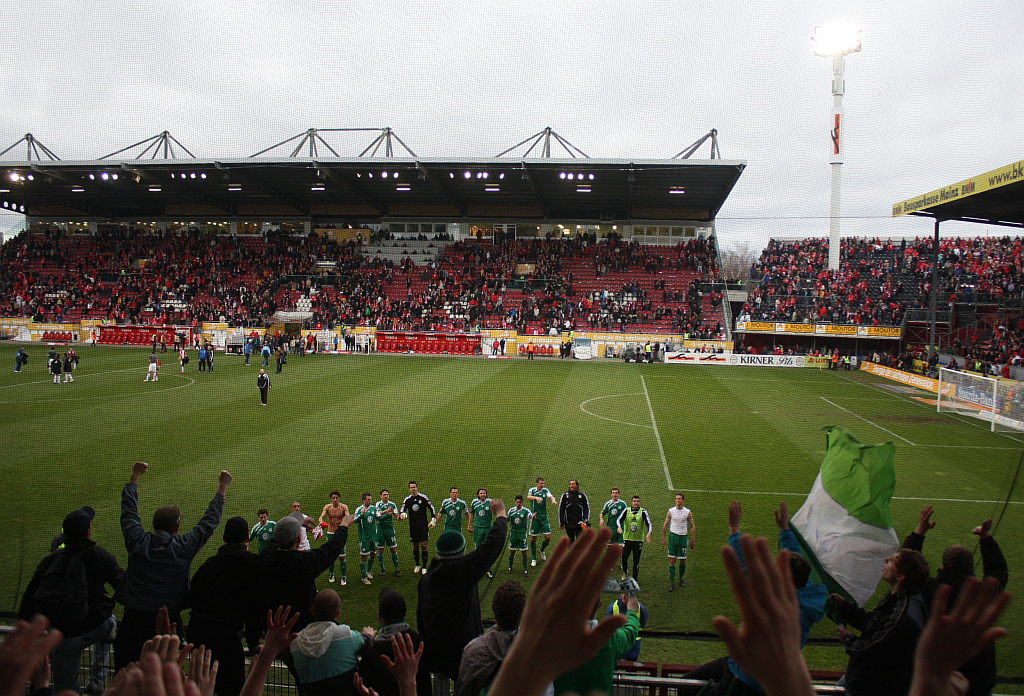
Wolfsburg spelarna firar en vinst tillsammans med fansen på Stadion am Bruchweg.
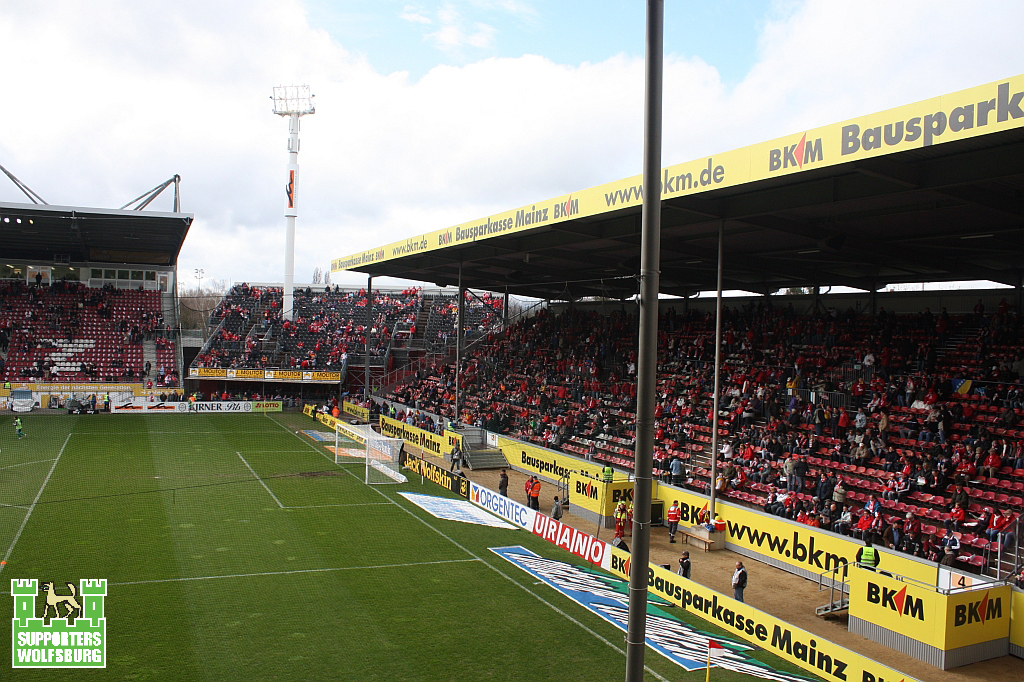